# Джованні Торрізі
Джованні Торрізі (італ. Giovanni Torrisi, 18 листопада 1917, Катанія - 11 серпня 1992, Ла-Маддалена) - італійський адмірал, начальник генерального штабу ВМС Італії протягом 1977-1980 років, начальник генерального штабу Збройних сил Італії протягом 1980-1981 років.

## Біографія
Джованні Торрізі народився 18 листопада 1917 року в Катанії. У квітні 1940 року закінчив Військово-морську академію в Ліворно у званні гардемарина. Брав участь у Другій світовій війні на борту крейсера «Горіція», есмінця «Турбіне» і зрештою лінкора «Андреа Доріа». Отримав звання молодшого лейтенанта у вересні 1940 року, лейтенанта - у липні 1942 року.
Після закінчення війни ніс службу на різних кораблях. Отримавши звання капітана I рангу, протягом 1964-1966 років командував крейсером «Джузеппе Гарібальді». Пізніше працював у генеральному штабі військово-морських сил. Протягом 1973-1974 років командував 2-ю морською дивізією.
З серпня 1977 року по січень 1980 року був начальником генерального штабу військово-морських сил Італії. З лютого 1980 року по вересень 1981 року був начальником генерального штабу Збройних сил Італії.
Джованні Торрізі був членом масонської ложі «P 2» (членський квиток № 637), а також імовірно учасником «путчу Боргезе».
Помер 11 серпня 1992 року в Ла-Маддалені.

## Нагороди
- Кавалер Великого хреста Ордена «За заслуги перед Італійською Республікою»
- Хрест «За військову доблесть»
- Хрест «За військові заслуги» (нагороджений тричі)
- Золотий хрест за вислугу років
- Почесна медаль за довголітнє судноводіння (20 років)
- Великий хрест Мальтійського ордена за заслуги
- Пам'ятна медаль за війну 1940-1943 років